# Dracula – mörkrets furste
Dracula – mörkrets furste (engelska Dracula: Prince of Darkness) är en brittisk skräckfilm från 1966 regisserad av Terrence Fisher. Filmen är en direkt uppföljare till I Draculas klor år 1958 och är den andra filmen i serien med Christopher Lee i titelrollen som greve Dracula.

## Handling
Tio år efter att Dr. Van Helsing besegrat greve Dracula är fyra engelska turister på resa i Transsylvanien. På en krog möter sällskapet en präst som varnar dem från att gå nära Draculas slott. Men på väg från krogen stannar kusken precis bredvid slottet och vägrar att köra vidare. Han lovar dock att komma tillbaka nästa morgon. De fyra resenärerna har nu inget annat val än att tillbringa natten i Draculas till synes övergivna slott.

## Om filmen
Filmen spelades in samtidigt med Rasputin: The Mad Monk som den delar kulisser och skådespelare med. 
Christopher Lee har inte någon dialog i filmen. Det finns två olika förklaringar till varför. Den första som framförts av bland annat Lee själv är att han vägrade att säga någon av dialogen då han ansåg den vara dåligt skriven. Den andra är att filmens manusförfattare, Jimmy Sangster, inte skrev någon dialog till Lee eftersom han inte ansåg att vampyrer har något behov att tala.

## Rollista
- Christopher Lee – Greve Dracula
- Barbara Shelley – Hellen Kent
- Andrew Kier – Fader Sandor
- Francis Matthews – Charles Kent
- Suzan Farmer – Diana Kent
- Charles Tingwell – Allan Kent
- Thorley Walters – Ludwig
- Philip Latham – Klove
- Walther Brown – Broder Mark
- Jack Lambert – Broder Peter
- George Woodbridge – Värdshusvärden
- Peter Cushing – Dr. Abraham Van Helsing